# Sahagún (Spagna)
Sahagún è un comune spagnolo di 2 979 abitanti situato nella Provincia di León.

## Geografia fisica
È situata a metà strada fra Palencia e León nell'ampio territorio piano coltivato prevalentemente a cereali ai piedi della Cordigliera Cantabrica.

## Storia
Nell'ultimo periodo romano, nel posto dove si trova oggi la città venne costruita una cappella che, sotto i Visigoti, divenne un monastero e dovette subire diverse distruzioni ad opera dei Mori ed ogni volta fu ricostruito. Nell'872 il re Alfonso III donò il monastero ad un abate cordobese che vi ristabilì la vita monastica. Il monastero fu intitolato ai santi Facondo e Primitivo. Proprio da san Facondo si fa derivare il nome della città secondo la successione: Sanctus Facundus - Sant Facund - SantFagund - Sanfagún -Safagún (nome in Lingua leonese) e la sua castiglianizzazione Sahagún. La stessa comarca di Sahagun è chiamata Comarca facundina.
I successori di Alfonso III fecero successivamente diverse donazioni al Monastero che s'ingrandì favorendo lo stabilirsi di una comunità urbana nelle sue terre: il borgo raggiunse l'auge con Alfonso VI che nel 1065 ripristinò il rito romano per mezzo dell'Ordine cluniacense e concesse particolari agevolazioni e privilegi a chi vi andasse ad abitare favorendo l'ampliamento della città e contribuendo a creare attorno al monastero un centro culturale nella convivenza di uomini senza distinzione di razza, cultura o religione: commercianti franchi, artigiani mudejar, ebrei. Questi vi stabilirono una forte comunità giudaica che visse in perfetta armonia con i benedettini del monastero fino a quando nel 1492 i re Ferdinando e Isabella non ne decisero l'espulsione dalla Spagna.
Il 4 giugno 1170 fu stipulato a Sahagún un trattato fra il re di Castiglia Alfonso VIII e il re d'Aragona Alfonso II.
La classe borghese formata da commercianti e artigiani aumentò il suo peso nella vita economica, ma istituzionalmente non ebbe alcun potere, sicché mal sopportava lo strapotere dell'abate del monastero e fra il 1237 e il 1255 provocò delle ribellioni. Intanto la città si era dotata di una cinta muraria nei primi anni del XII secolo. In virtù di un privilegio del papa Clemente VII nel 1307 l'abate creò una propria Università che fu in contatto con quella molto illustre di Salamanca.
Con l'unificazione dei regni di Castiglia e Aragona a seguito del matrimonio di Isabella e Ferdinando eredi delle rispettive corone e la successiva unificazione di tutta la Spagna in un unico regno, la storia specifica di Sahagún non ebbe più alcun episodio rilevante se non quello di essere dichiarata "Muy ejemplar ciudad" perché fu la prima città ad aderire alla Repubblica il 14 aprile 1931. San Giovanni di Sahagún è un santo nativo di questa città a lui è dedicata una chiesa.

## Monumenti e luoghi d'interesse
- Monasterio Real de San Benito, sorto su un antico luogo di culto delle reliquie dei maritiri Facondo e Primitivo. Il monastero venne fondato su iniziativa di Alfonso III delle Asturie. Dell'edificio del grande monastero, che subì diverse distruzioni nel corso della sua storia, restano la Capilla de San Mancio; la Torre del Reloj; l'Arco de San Benito, porta del 1662.
- Museo di arte sacra, paramenti e oreficeria, ospitato nella complesso conventuale di Santa Cruz;
- Puente Canto, ponte costruito nel XVIII secolo ad imitazione dei ponti romani;
- San Juan de Sahagún, chiesa di stile neoclassico;
- San Lorenzo, chiesa del XII secolo romanica-mudéjar nel cuore dell'antica Moreria;
- Chiesa di San Tirso, chiesa romanica del XII secolo barocchizzata nel XVII secolo;
- La Peregrina, santuario posto su una collina al di fuori del centro abitato servì anche come ostello per i pellegrini di Santiago. La sua costruzione ad opera dei Francescani risale al 1260;
- La Trinidad, chiesa del XVI secolo;
- Grajal de Campos, a 6 km è un paese a sud di Sahagún con un castello della fine del XV secolo, una chiesa dei primi anni del XVI secolo, un palazzo rinascimentale del 1540 e una fortezza del XVI secolo;
- Cea, villaggio con un castello del XV secolo:
- San Pedro de las Dueñas, con la chiesa omonima bell'esempio dello stile romanico-mudéjar;
- Virgen del Puente, santuario medioevale romanico-mudéjar;
- Santa Maria del Monte Cea, piccola località con un eccellente ciclo di murales del 1998;
- Bodegas, singolari costruzioni scavate nel terreno argilloso che si trovano in diversi punti della comarca e che servivano da cantine per il vino.

## Eventi e manifestazioni
Le feste e le fiere sono numerose nella comarca e pure diversi sono i pellegrinaggi (romerías). Fra queste le più note sono:
- Romería de la Virgen del Puente, detta anche Romería del pan y del queso perché il Comune provvede a distribuire ai partecipanti pane e formaggio dopo il rito religioso durante il quale un gruppo in costume balla la famosa Tantáriga. Si svolge il 25 aprile;
- Romería de Pastorbono, della domenica di Pasqua, anche in questa nel rito religioso si effettua la danza della tantáriga;
- Carnaval, si svolge come in molte altre città spagnole con sfilate di carri e gruppi mascherati, con premi ai migliori. L'ultimo giorno alla sera con i partecipanti tutti rigorosamente vestiti a lutto si svolge l'Entierro de la sardina che consiste nel seppellimento di una rustica bara ricavata da un truogolo di maiale contenente l'immagine di una sardina fra battute e lazzi degli astanti;
- Fiesta de la Asunción, detta anche Fiesta del Veraneante si svolge il 15 agosto e per tutto il giorno si fa festa nella città con musica, concorso di paellas e si degusta il vino locale;
- Il 2 luglio si svolge la Fiesta de la Peregrina, con processione al santuario della Peregrina che dà inizio al ciclo delle romerías della provincia di León alla Madonna Pellegrina. Tradizionale è la distribuzione di limonata a tutti i partecipanti da parte degli organizzatori della festa.